# Section révolutionnaire de Paris
Cet article concerne une subdivision administrative pendant la Révolution française. Pour la page d'homonymie relative à Section, voir Section.

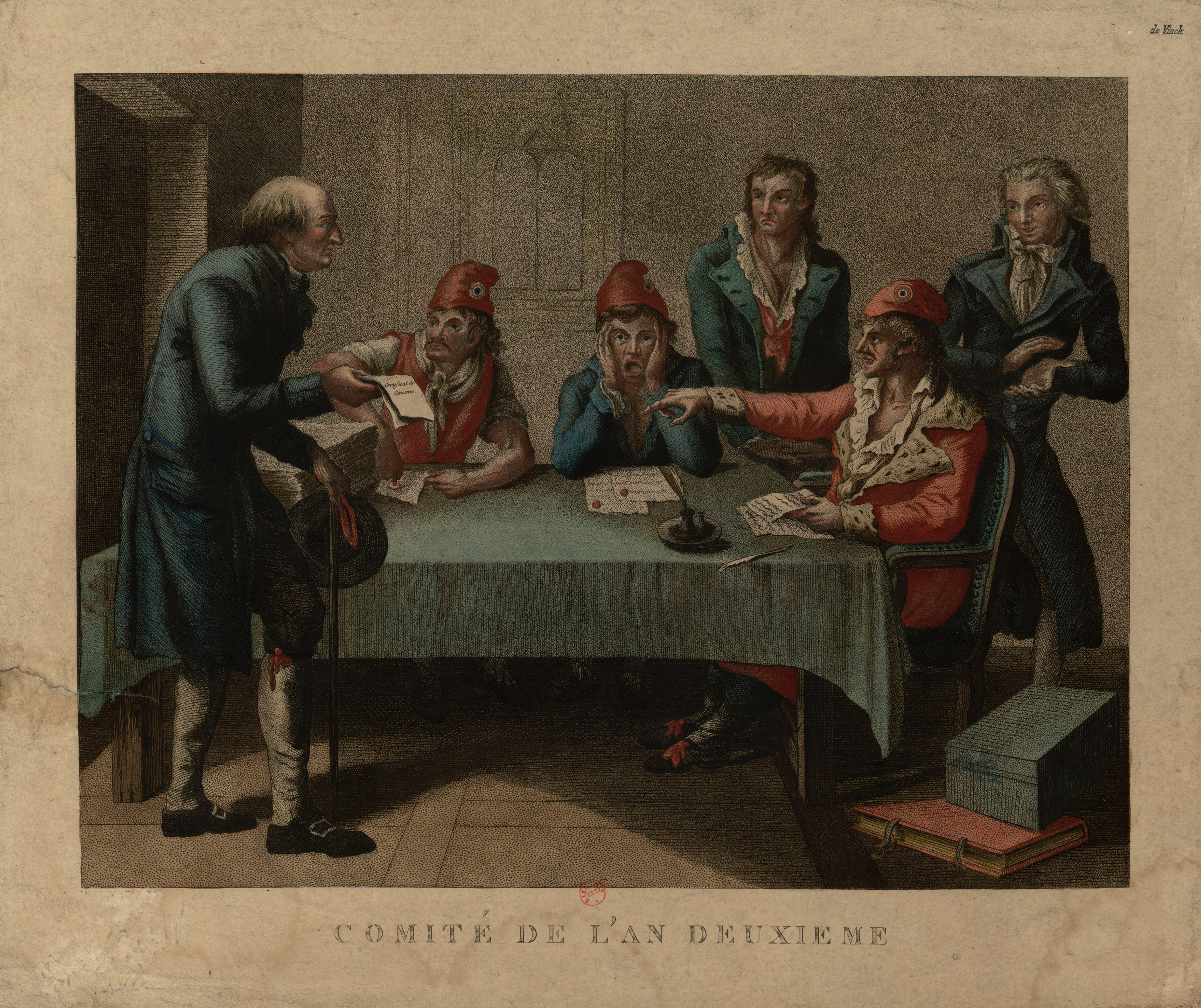
Comité révolutionnaire de section en 1793.

Les sections sont une subdivision de la ville de Paris en cours durant la Révolution française, de 1790 à 1795.

## Historique des quartiers de Paris

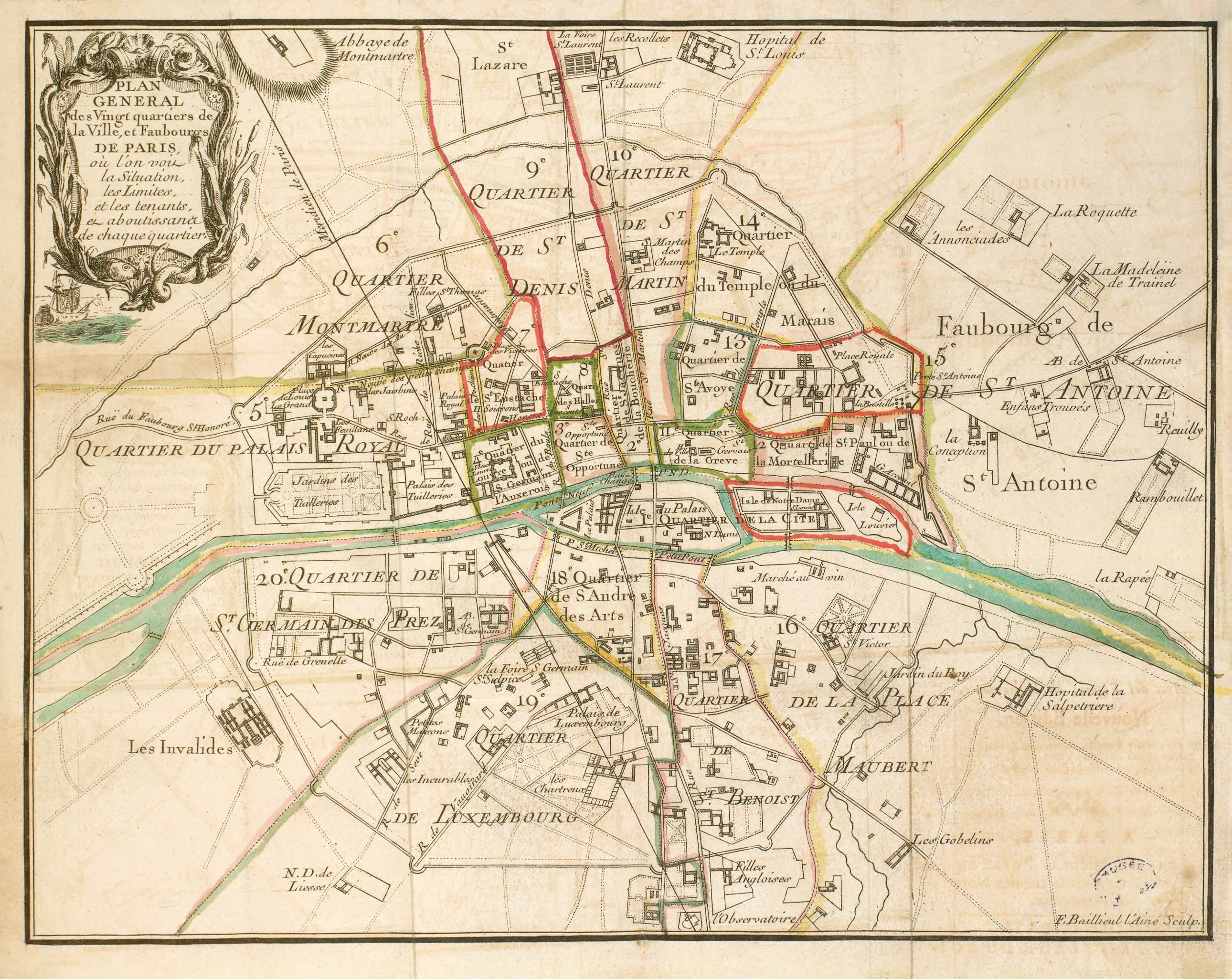
Plan général des vingt quartiers de Paris.

Le Paris de la Révolution occupait 3 440 hectares au lieu des 7 800 d’aujourd’hui. Il avait pour limites : à l’ouest la place de l'Étoile, à l’est, le cimetière du Père-Lachaise, au nord la place de Clichy, au sud le cimetière du Montparnasse.
Avant 1789, Paris était divisé en « Cité », « Ville » et « Université », et subdivisé en vingt quartiers.
Ces vingt quartiers tiraient leur nom soit
- de monuments religieux : Église Saint-Eustache (Quartier Saint-Eustache), Église Sainte-Opportune (Quartier Sainte-Opportune), Église Saint-Paul (Quartier Saint-Paul), Église Saint-Benoît (Quartier Saint-Benoît, etc. ;
- soit d'édifices importants : Louvre (Quartier du Louvre), Palais-Royal (Quartier du Palais-Royal, Luxembourg (Quartier du Luxembourg), Halles (Quartier des Halles), etc. ;
- soit d'une dénomination locale : Cité (Quartier de la Cité), place Maubert (Quartier Maubert), Marais (Quartier du Marais).

Lors de la convocation des États généraux en 1789, une ordonnance de Necker divise Paris en 60 districts auxquels correspondaient 60 bataillons de la garde nationale, dont les noms furent principalement tirées des noms des églises ou des communautés religieuses.
Cette organisation subsista jusqu'au 22 juin 1790 où un décret de l'Assemblée constituante substitue alors aux 60 districts 48 sections dont la dénomination fut l'occasion d'une première tentative d'innovation
révolutionnaire.

## Création des 48 districts ou sections
Par le décret du 21 mai, sanctionné par le roi le 27 juin 1790, l’Assemblée constituante créa 48 sections (divisions territoriales et administratives), pour remplacer les districts, mettant fin à la tutelle de l'État sur la commune de Paris,. Bien que censées n'être que des circonscriptions électorales, elles jouèrent un rôle important dans la Révolution française : s'impliquant fortement dans le débat politique, elles prenaient des décisions formelles, leur conférant ainsi un rôle d'autorité municipale.
Chaque section se composait d’un comité civil, d’un comité révolutionnaire et d’une force armée.

## Comité civil
À la tête de chaque section était placé un comité civil de seize membres élus par les citoyens actifs de la section (du quartier), les juges de paix et les membres destinés à servir d’interprètes entre la Commune de Paris et leur section. À partir de 1792, les sections s’occupèrent de manière permanente des questions politiques. Les Parisiens ayant décidé, fin juillet 1792, d’abolir la distinction entre citoyens passifs et actifs, les assemblées de section siégèrent dès lors en permanence et devinrent l’organe politique des sans-culottes. Elles demandèrent, après le manifeste de Brunswick du 25 juillet 1792, la déchéance du roi (47 sur les 48). Le 9 août 1792, chaque section délègua des commissaires élus par les citoyens passifs et actifs qu’elle investit de ses pouvoirs pour remplacer la municipalité de Paris. Ils étaient au nombre de cinquante-deux. Ces commissaires déclenchèrent la journée du 10 août 1792 mettant fin à la monarchie, ce qui donna la Commune insurrectionnelle de Paris. Parmi ces commissaires se trouvaient : Jacques-René Hébert, Pierre-Gaspard Chaumette, François-Xavier Audouin, etc.

## Comité révolutionnaire
Institué par la loi du 21 mars 1793, il n’eut d’abord pour mission que la surveillance des étrangers, sans s’immiscer dans la vie des citoyens français. L’activité que les comités révolutionnaires déployèrent dans l’exercice de leurs fonctions, qui souvent dépassait sensiblement les limites qui leur étaient assignées, les fit désigner pour l’application de la loi des suspects du 17 septembre 1793. Ils eurent ainsi le pouvoir d’en dresser la liste et de décerner des mandats d’arrêt. Ils s’emparèrent aussi du droit de délivrer les certificats de civisme, tout en établissant une correspondance directe avec le Comité de sûreté générale.

## Force armée dans les sections
La force armée de Paris ayant à sa tête un commandant général en chef, était divisée en six légions, chaque légion comprenant huit sections. Dans chaque section, il y avait un commandant en chef, un commandant en second et un adjudant-major. Les compagnies étaient en plus ou moins grand nombre selon la population des sections. Chaque compagnie comprenait de 120 à 130 hommes. Elle était commandée par un capitaine, un lieutenant, deux sous-lieutenants. Il y avait une compagnie de canonniers par section (60 hommes par compagnie et deux canons). Le 9 thermidor an II (27 juillet 1794) lors de la chute de Maximilien Robespierre, 18 avaient été envoyées au front par ordre de Lazare Carnot. Sur les trente compagnies restantes, trois étaient de garde réglementaire : à la Convention nationale, à l’Arsenal, au Temple, 17 répondirent à l’appel de la Commune de Paris, dans la nuit du 9 au 10 thermidor an II.

## Sections après le 9 thermidor an II
Après le 9 thermidor an II (27 juillet 1794), les sections jouèrent encore un rôle important dans les insurrections populaires puis furent supprimées par le Directoire en 1795. On substitua au nom de section, celui de division, puis de quartier.